# Garibaldo II di Baviera
Garibaldo II di Baviera (585 – 630) fu duca dei Bavari dal 610 sino alla sua morte.
Garibaldo era figlio di Tassilone I e sposò Geila, figlia del duca longobardo Gisolfo II del Friuli e di Romilda. I successori di Garibaldo II non sono integralmente conosciuti. La tradizione bavarese vuole che i suoi successori siano stati Teodone I, Teodone II e Teodone III. Altre tradizioni scritte riportano altri nomi e interregni tra cui quello più possibile di un certo Fara, nominato reggente di Baviera in nome del figlio Teodone II. Queste incertezze coprono circa cinquant'anni tra Garibaldo e il suo successore meglio conosciuto.